# Tamtam (Markenname)
Tamtam ist ein Schweizer Markenname für Flans. Flans gibt es unter diesem Namen in den Geschmacksrichtungen Schokolade, Vanille und Karamell. In gleicher Kombination werden Dessertcremes angeboten. Die ersten Produkte kamen unter diesem Namen im Jahr 1966 auf den Markt. Der Bekanntheitsgrad der Marke in der Schweiz wird mit etwa 90 Prozent angegeben. Hersteller ist das Molkereiunternehmen Nutrifrais SA in Plan-les-Ouates, Kanton Genf, das zur Laiteries Réunies Société coopérative gehört. Von 2009 bis 2013 besass die Emmi AG 60 Prozent der Nutrifrais SA.